# Theodor von Grienberger
Theodor Maria Ritter von Grienberger (* 15. Jänner 1855 in Mittersill; † 21. November 1932 in Wien) war ein österreichischer Germanist und Sprachwissenschaftler.

## Leben
Grienberger, der Sohn eines Steuerinspektors, besuchte das Staatsgymnasium zu Salzburg und studierte von 1873 bis 1879 Medizin. Ab 1881 arbeitete er als Volontär an der Studienbibliothek Salzburg. 1883 wechselte er als Volontär an die Universitätsbibliothek Wien, wo er neben seinem Beruf ein Studium der Germanistik aufnahm. Nachdem er 1884 das Medizin-Absolutorium abgelegt hatte, konzentrierte er sich ganz auf die Germanistik, besonders auf die Sprachwissenschaft. Sein akademischer Mentor wurde Richard Heinzel.
Nach dem Studium in Wien wurde Grienberger 1884 als Bibliothekar an der Studienbibliothek Salzburg angestellt. 1890 wechselte er erneut zur Universitätsbibliothek Wien. Hier wurde er 1891 mit einer Dissertation über germanische Götternamen auf römischen Inschriften promoviert. 1896 wurde er zum Scriptor an der Universitätsbibliothek ernannt, 1898 habilitierte er sich für Germanische Sprachgeschichte und Altertumskunde und hielt seitdem Vorlesungen an der Universität Wien ab. 1904 wechselte er als Kustos an die Universitätsbibliothek zu Czernowitz. An der dortigen Universität setzte er auch seine Lehrtätigkeit fort und wurde 1906 zum außerordentlichen Titularprofessor für Germanische Sprachgeschichte und Altertumskunde ernannt.
Grienberger kehrte 1919 nach Wien zurück, als er zum Oberbibliothekar und Leiter der Universitätsbibliothek ernannt wurde. Bei seinem Eintritt in den Ruhestand 1921 wurde seine venia legendi erneuert. Er hielt noch bis ins hohe Alter Vorlesungen an der Universität Wien.
Grienberger konzentrierte sich in Lehre und Forschung auf die germanische Sprachwissenschaft der Frühzeit. Er zog zu seinen Untersuchungen sowohl inschriftliches Material als auch antike Schriftsteller heran. In seinen Publikationen behandelte er angelsächsische und südgermanische Runeninschriften, germanische Namen, Volkskundliches, Altlatein und italienische Dialekte. Er gehörte der Deutsch-Indogermanischen Gesellschaft zu Wien und der Kungliga Vitterhets Historie och Antikvitets Akademien zu Stockholm an.

## Schriften
- Die Ortsnamen des Indiculus Arnonis und der Breves Notitiae Salzburgenses in ihrer Ableitung und Bedeutung dargestellt. In Mittheilungen der Gesellschaft für Salzburger Landeskunde, Bd. 26. Salzburg 1886. (Digitalisat)
- Ueber omanische Otsnamen in Salzburg. Salzburg 1886. (Digitalisat)
- VIII. Untersuchungen zur gotischen Wortkunde. (= Sitzungsberichte der kaiserlichen Akademie der Wissenschaften in Wien, Philosophisch-historische Classe, Bd. CXLII.) Wien 1900. (Digitalisat)
- Zur Katalogisierung der sogenannten Kryptonymen. In: Zentralblatt für Bibliothekswesen, Jg. 2, 1885, S. 327–328.